# Le elezioni parlamentari (Hogarth)
Le elezioni parlamentari (noto anche come The Humours of an Election) è una serie di quattro dipinti ad olio e successive incisioni di William Hogarth che illustrano l'elezione di un parlamentare nell'Oxfordshire nel 1754. I dipinti ad olio furono creati nel 1755. I primi tre dipinti, An Election Entertainment, Canvassing for Votes e The Polling, dimostrano la corruzione endemica delle elezioni parlamentari nel XVIII secolo, prima del Great Reform Act. L'ultimo dipinto, Chairing the Member, mostra le celebrazioni dei vincitori candidati Tory e dei loro sostenitori. 
In quel periodo ogni collegio elettorale eleggeva due parlamentari, e il suffragio era per censo, quindi solo una piccola minoranza della popolazione maschile poteva votare. Non c'era scrutinio segreto, quindi la corruzione e le intimidazioni erano diffuse. Tuttavia, questa visione tradizionale è stata messa in discussione dagli storici recenti che hanno osservato una vivace partecipazione politica locale in questo periodo. 
Gli originali sono custoditi dal Sir John Soane's Museum di Londra. Le opere sono state anche riprodotte da una serie di stampe.